# William L. Terry
William Leake Terry (* 27. September 1850 bei Wadesboro, Anson County, North Carolina; † 4. November 1917 in Little Rock, Arkansas) war ein US-amerikanischer Politiker. Zwischen 1891 und 1901 vertrat er den vierten Wahlbezirk des Bundesstaates Arkansas im US-Repräsentantenhaus.

## Werdegang
Im Jahr 1857 zog William Terry mit seinen Eltern in das Tippah County im Staat Mississippi, vier Jahre später dann in das Pulaski County in Arkansas. Er absolvierte die Bingham’s Military Academy und bis 1872 das Trinity College in North Carolina. Nach einem anschließenden Jurastudium und seiner Zulassung als Rechtsanwalt begann er in seinem neuen Beruf zu arbeiten. Politisch schloss sich Terry der Demokratischen Partei an. Zwischen 1878 und 1879 gehörte er dem Senat von Arkansas an; im Jahr 1879 war er Präsident dieses Gremiums. Zwischen 1879 und 1885 war er Prozessanwalt der Stadt Little Rock. Im Jahr 1886 kandidierte er erfolglos für den Kongress.
Bei den Kongresswahlen des Jahres 1890 wurde Terry im vierten Distrikt von Arkansas in das US-Repräsentantenhaus in Washington, D.C. gewählt, wo er am 4. März 1891 John H. Rogers ablöste. Nachdem er viermal wiedergewählt worden war, konnte er bis zum 3. März 1901 insgesamt fünf Legislaturperioden im Kongress absolvieren. Für die Wahlen des Jahres 1900 war er von seiner Partei nicht mehr nominiert worden. Nach dem Ausscheiden aus dem Repräsentantenhaus arbeitete Terry in Little Rock als Anwalt. Dort ist er im November 1917 auch verstorben. William Terry war der Vater von David Dickson Terry, der zwischen 1933 und 1943 ebenfalls für Arkansas im US-Repräsentantenhaus saß.